# Kyngovej

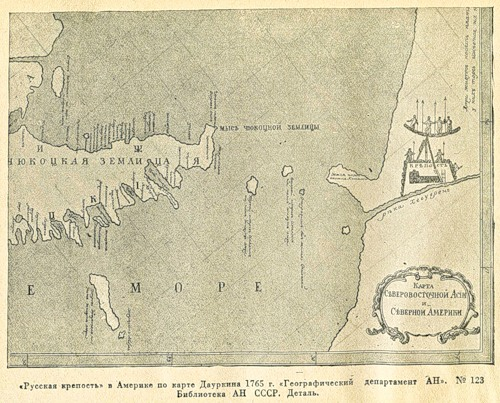
Daurkinova mapa Čukotky a Aljašky z roku 1765. Kyngovej je vpravo.

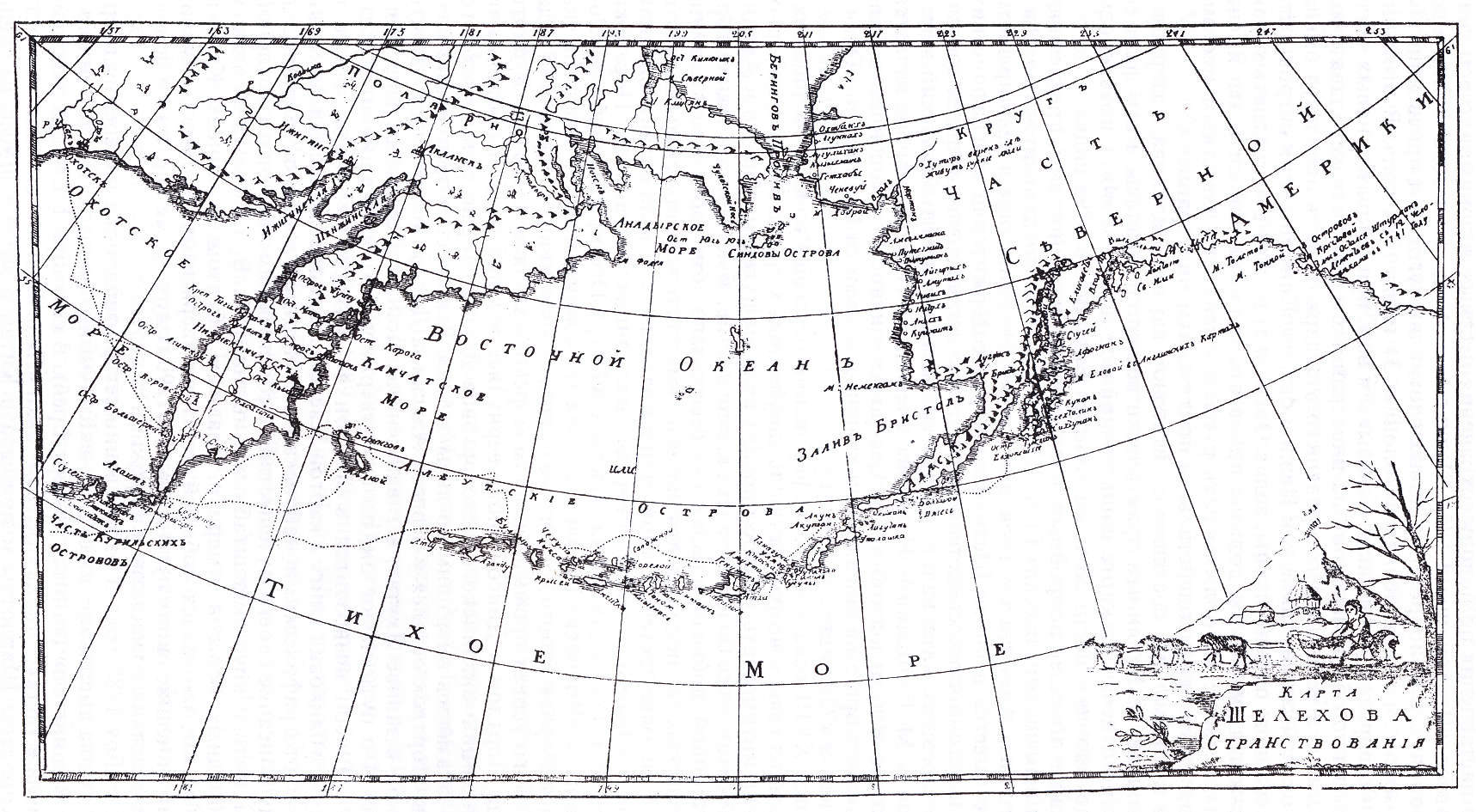
Šelechovova mapa z roku 1791 zobrazující i Kyngovej.

Kyngovej (rusky Кынговей) byla nejstarší ruská osada na Aljašce, o jejíž existenci panují pochybnosti. 
Někteří vědci se domnívají, že ruská osada Kyngovej byla založena v 17. století. Podle jedné z verzí byli prvními osadníky Kyngoveje námořníci z expedice Semjona Ivanoviče Děžňova a Fjodota Alexejeva Popova, kteří zmizeli za bouře v roce 1648 a již se nikdy neobjevili. Tato hypotéza je založena na svědectví čukotského geografa Nikolaje Daurkina, který navštívil Aljašku v letech 1764–1765 a který přinesl zprávy o osadě na řece Kheuveren, osídlené „vousatými muži“, kteří se „modlí k ikonám“.. 

## Důkazy o existenci
V roce 1742 Jacob Lindenau, ruský cestovatel a vědec, napsal:
| „ | A oni, Čukčové, ze svých obydlí jdou do této země s kánojemi a z této země přináší dřevěné nádobí podobné ruskému. A podle řeči těchto Čukčů existují jisté informace o ruském lidu, což jsou obchodníci se dvanácti koči a žijí tam sedmdesát let a nebo více. Přišli od Kolymy, kde bývala Jarmonga, plavili se za silného mořského počasí, někteří dopluli na Kamčatku a jiní až na ten ostrov, kterému se říká Velká země, uvízli tam a kopulovali s národy, které tam žijí... | “ |

V roce 1779 dostal kozácký setník Ivan Kobelov od Eskymáků žijících na Gvozděvových ostrovech informace, že západně od nich u velké řeky Kheuveren je velká ruská osada Kyngovej, kde žijí vousatí muži, kteří k nim příležitostně připlouvají za obchodem. Podle jejich informací používají ruský jazyk i písmo a mají také liturgické knihy. V roce 1948 byla v ruských archivech dohledána korespondence setníka Kobelova s ruskými osadníky z Kyngoveje, kteří psali, že jsou se svým životem v osadě spokojeni, jen mají nedostatek železa na výrobu nového nářadí.
Tajemná řeka Kheuveren (Heuveren, Heveren, Chuveren, Hebron, Chutor Veren atd.) se na přelomu 18. a 19. století objevovala v mnoha ruských mapách Aljašky. Na jejím břehu byla zakreslená osada Kyngovej a většina ruských cestovatelů tudíž nepochybovala o její existenci. Roku 1795 známý misionář a mnich ruské pravoslavné církve, svatý Herman Aljašský, psal ve svém dopise o tajemných Rusech, potomcích osadníků, kteří žijí v osadě Kyngovej již od dob Ivana IV. Hrozného.
Celý počátek 19. století byl na Aljašce spojen s hledáním této osady. Téměř všechny průzkumné výpravy na Aljašce měly za úkol najít ztracenou osadu Kyngovej. Podle názoru ruského historika A. V. Postnikova legenda o ruském osídlení v mnoha ohledech tlačila na vedení Rusko-americké společnosti, aby aktivněji prozkoumala Aljašku, zejména území severně od Aleutských ostrovů.
Prvním známým Evropanem, který pronikl do povodí řeky Kuskokwim, byl v roce 1818 Petr Korsanovskij, který k hledání ruské osady uskutečnil tajnou misi. Setkal se s Kuskokwigmutem Kylymbakem (Eskymákem od řeky Kuskokwim), který mu popsal, jak se několikrát setkal s vousatými lidmi, oblečenými do tripletů z jelení kůže, vysokých bot a vyzbrojenými kovovými zbraněmi. Korsanovskij věřil, že se jedná o potomky Rusů, kteří již 170 let žili na Aljašce a i přes míšení s domorodci si uchovávají svůj dřívější stupeň vzdělání.
V roce 1821 měl poručík Alexandr Avinov za úkol najít Kyngovej mezi mysem Njuham a zátokou Norton. Na základě svých výzkumů dospěl k závěru, že osada neexistuje, přestože v průběhu pátrání dostával od domorodců neurčité zprávy o jejíž existenci. Ve 20. letech 19. století řeka Kheuveren i osada Kyngovej z ruských map Aljašky zmizela.
V roce 1937 byla při vykopávkách nalezena osada, která byla podle amerických archeologů založena v 16. století a patřila ruským námořníkům. Věřilo se, že je to bájná osada Kyngovej, kterou založili lidé z Novgorodu, kteří uprchli před tyranií Ivana IV. Hrozného. Později se ale ukázalo, že datování bylo chybné a ve skutečnosti se jednalo o aleutskou osadu z 18. století. V roce 1944 vyšel v americkém tisku krátký článek o tom, že Aljašku osídlili v 16. století Rusové z Novgorodu, kteří založili osadu Kyngovej.
Za první evropské plavidlo, které se dostalo na Aljašku, je obecně považována loď Svatý Gabriel pod vedením kormidelníka Ivana Fjodorova a jeho zástupce geodeta Michaila Spiridonoviče Gvozděva, která k aljašským břehům dorazila 21. srpna 1732 během expedice jakutského kozáckého atamana Afanasije Šestakova a ruského cestovatele Dmitrije Pavluckého (1729–1735).

## Lokalizace
Někteří vědci (například Alexej Efimov a Lev Berg) došli k názoru, že tajemná řeka Kheuveren je ve skutečnosti Yukon. Jiní vědci toto jméno připisují řece Kuzitrin. Podle jiné verze se jedná o řeku Kojuk na Sewardově poloostrově.

## Kritika verze ruského osídlení
Americký výzkumník D. J. Ray se domnívá, že osada Kyngovej skutečně existovala, ale založili ji Eskymáci a verze o osídlení Rusů není pravdivá. Hledání ruské osady na Aljašce označil za "směšné".